# Sason (araña)
Sason es un género de arañas migalomorfas de la familia Barychelidae. Se encuentra en Asia, Oceanía y Seychelles.

## Lista de especies
Según The World Spider Catalog 11.5:
- Sason andamanicum Simon, 1888
- Sason colemani Raven, 1986
- Sason hirsutum Schwendinger, 2003
- Sason maculatum (Roewer, 1963)
- Sason pectinatum Kulczyn'ski, 1908
- Sason rameshwaram Siliwal & Molur, 2009
- Sason robustum (O. Pickard-Cambridge, 1883)
- Sason sechellanum Simon, 1898
- Sason sundaicum Schwendinger, 2003